# Refectorio

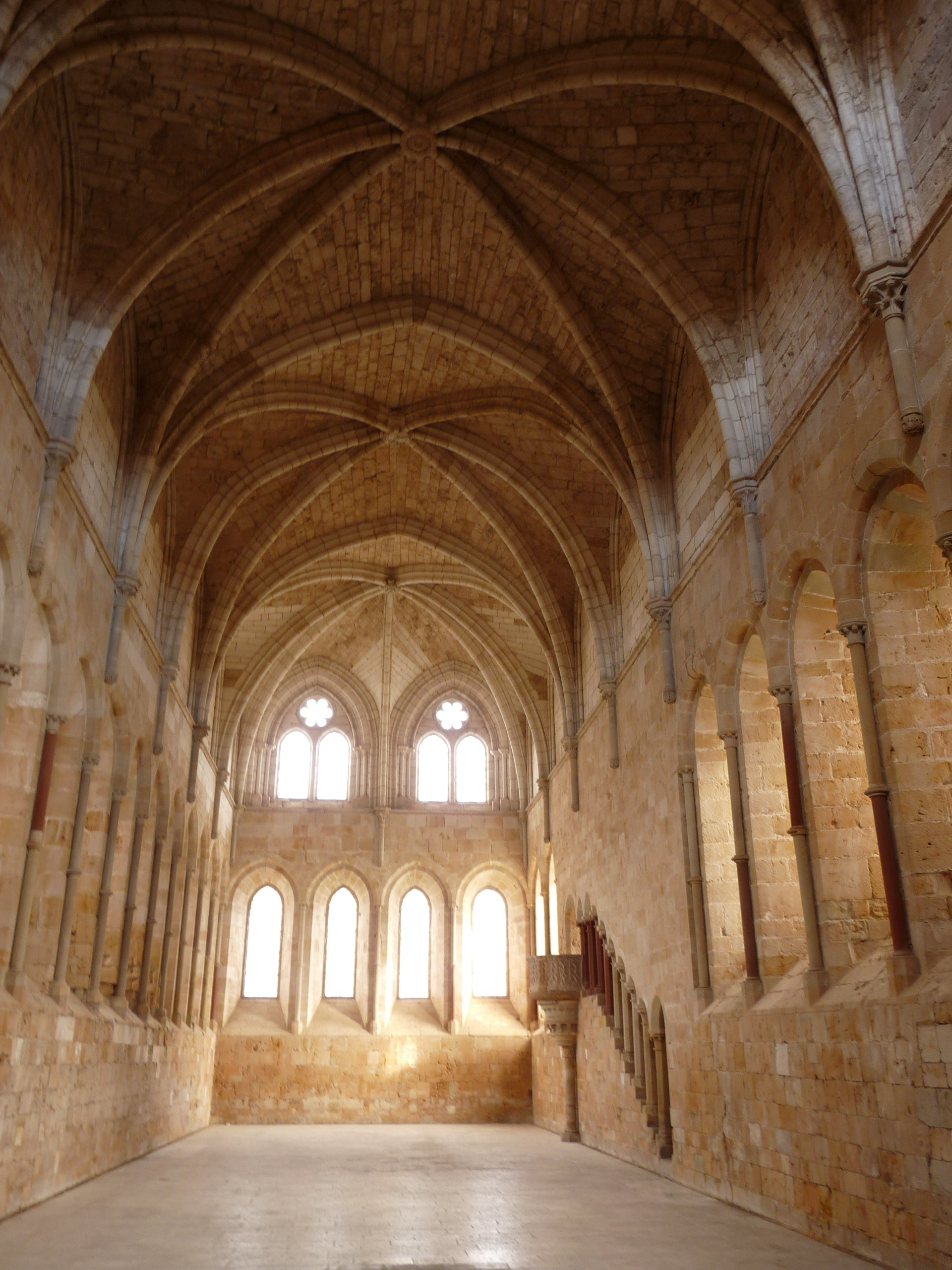
Refectorio de la Abadía de Huerta.

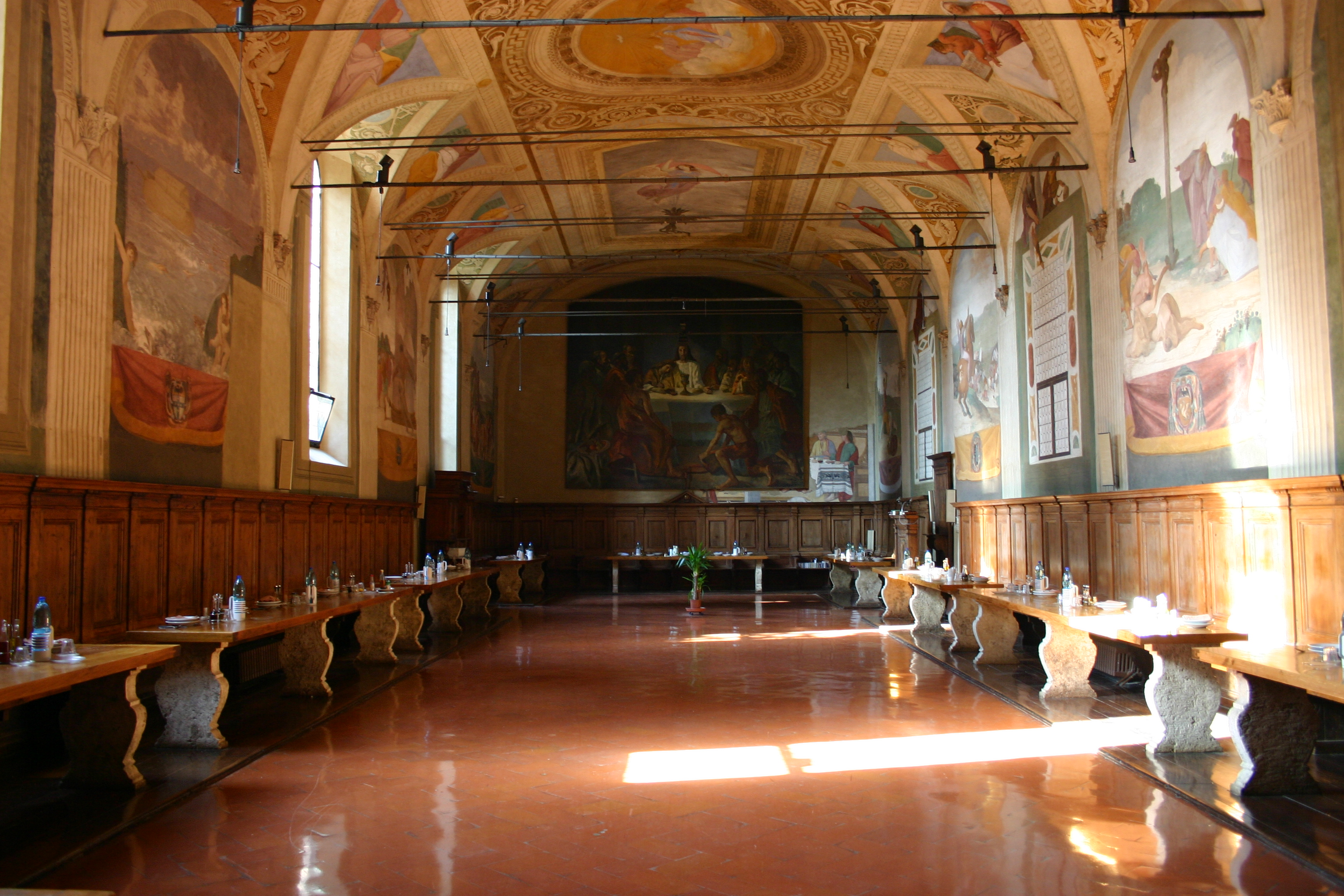
Refectorio de la Abadía territorial de Monte Oliveto Maggiore.

Se llama refectorio, palabra proveniente del latín refectus (refresco), a la sala destinada a comedor de los monjes en los monasterios y conventos. Tiene, generalmente, forma rectangular, y se halla situado en la galería opuesta a la iglesia.

## Disposición
Las mesas se alinean a lo largo de las paredes. Los monjes se instalan según su rango de antigüedad; la mesa del abad o prior, en uno de sus extremos, preside a las demás. Las comidas se desarrollan en silencio, roto tan solo por las lecturas de la Biblia que realizan, generalmente desde un púlpito, por uno de los monjes. Normalmente se accede a esta sala por el claustro o desde la cocina. Es una sala bastante importante ya que los monjes pasan mucho tiempo en ella comiendo, cenando o desayunando. Es crucial el silencio durante las comidas para no interrumpir la lectura de la Biblia, de modo que mientras los monjes congregados alimentan sus cuerpos con la comida, alimentan así mismo su alma con la palabra de Dios.[cita requerida]

## Usos
Todos los religiosos se encuentran en esta gran sala para las dos o tres comidas del día. Antes de pasar al refectorio los monjes pasan por el lavatorium donde se lavan las manos y entran en silencio, rezan en voz alta antes de tomar asiento y mientras comen escuchan las lecturas.
Se utilizaba la palabra refitolero o refitorero para identificar al monje encargado del refectorio